# أوتو جروب
أوتو جروب (بالإنجليزية: Otto Gruppe)‏ (18 يوليو 1851، برلين – 27 نوفمبر 1921، برلين) هو ميثوغرافي ألماني، يُذكر بسبب كتابٍ له والذي لخص فيه قراءة القرن التاسع عشر للأساطير اليونانية من خلال النصوص الباقية. كما أنه مؤلف كتاب آخر، وهو «تاريخ الأساطير الكلاسيكية والتاريخ الديني في أوروبا الغربية في العصور الوسطى وفي العصور الحديثة».
وقد كان أوتو جروب نجل الفيلسوف والباحث والشاعر وعالم اللغة أوتو فريدريش جروب (1804-1876).

## روابط خارجية
- أعمال أو نبذة عن أوتو جروب على أرشيف الإنترنت
- Otto Gruppe de.Wikisource